# 小幡信真
小幡 信真（おばた のぶざね）は、戦国時代の武将。上野国甘楽郡小幡郷の国衆。国峯城城主。一般的には信貞（のぶさだ）としても知られている。後年には武田二十四将に数えられる。

## 生涯

### 出自
父は国峯城主・小幡憲重（重定）。母は箕輪城主・長野業正の娘。正室も長野業正の娘とも伝えられているが、これは父の事跡との混同である。
上野小幡氏は国峯城を中心とし上野国甘楽郡一帯に勢力を持つ国衆で、関東管領の山内上杉家に仕えていた。上杉憲政を関東管領に擁立するなど、長野氏と並ぶ有力な存在であったが、後に憲政と対立すると離反して武田晴信（信玄）に仕えた。天文22年（1553年）、信濃国塩田城にいた武田晴信に「小幡父子」が出仕し（『高白斎記』）、これが憲重父子のことを指すと考えられている。その後晴信から偏諱を得て元服し、信実を称した。

### 武田氏配下として
永禄10年（1567年）8月1日に馬頭観音菩薩像を寄進しているのが当主としての史料上の初見であり、これ以前に父・憲重から家督を譲られたという。同年同月に提出された『下之郷起請文』では「右衛門尉信実」の名が確認され、単独で取次の原昌胤に提出している。『下之郷起請文』によると小幡氏の一族・被官・同心衆は廿楽郡の国峯城周辺や南牧川流域・神流川流域、多胡郡の鏑川流域に展開し、他の小幡一族や信実の同心とみられる一宮氏忠や高田繁頼の支配領域を合わせると廿楽郡のほぼ全域を信実が管轄していたと考えられている。
翌11年（1568年）末以降から発生する武田氏と後北条氏の抗争に際して、一族で鷹巣城（現・下仁田町）主・小幡信尚や多胡郡長根（現・高崎市）領主・小幡縫殿助らが同12年（1569年）7月に武蔵御嶽城主・平沢政実の誘いを受けて後北条氏に離反している。後に縫殿助は武田氏に帰参しているが、信尚はその後の史料に現れず没落したようである。信実は武田方として各地を転戦し、同年12月の駿河蒲原城攻略戦で弟・信高が戦死している。元亀3年（1572年）12月の三方ヶ原の戦いでは先手を務め、弟・昌定が戦死した他に信実自身も負傷している。永禄12年(1569年)10月8日は三増峠の戦いに参戦している。
なお、永禄11年11月には「上総介」の官途名の名乗りが確認でき、天正元年（1573年）には「上総介信真」の名乗りが確認できる。
同3年（1575年）の長篠の戦いにも参陣した。この際に信真が戦死したという伝承があり、実際に当時信真が戦死したという風聞もあった。しかし、実際には戦後存命しており、武田勝頼から信真・昌高兄弟の負傷を案じる書状が確認されている（『歴代古案』）。
同6年（1578年）の御館の乱により武田氏と後北条氏が抗争関係になると、信真は北条領である秩父地方の日尾城（現・小鹿野町）攻略を目指し、同8年（1580年）6月に黒沢大学助・新八郎に小鹿野近辺で所領を与える約束をしている。

### 甲州征伐後
天正10年（1582年）武田氏が織田信長によって滅ぼされると、家老・森平策之進の献言を容れて、信長軍に降伏。『信長公記』によると、3月7日には上野に侵攻してきた織田勝長を通じて人質を提出し、従属を遂げている。その一方で同月10日、安中氏の所領である郷原（現・安中市）に養子・信定（弟・信高の次男）が攻め込み、領土拡大を目論んだという（『里見吉政戦功覚書』）。上野の有力国衆の中では最も早く織田氏に従属したとみられる。甲州征伐の仕置後は滝川一益の与力として配属させられた。しかし、同年に信長が本能寺の変で横死、それを受け北条氏直が滝川一益を神流川の戦いで破り織田氏の勢力を上野から駆逐したため、信真は氏直に降伏した。その後の天正壬午の乱では北条軍の先手として信濃に出兵した。
その後は北条氏邦の指南を受け、後北条氏配下の他国衆としてその臣下となった。同14年（1586年）まで当主としての活動が確認され、その後養子・信定に家督を譲ったとみられる。同17年（1589年）9月から信定による知行宛行状が発給されるようになる。翌18年（1590年）の小田原征伐では国峯城に籠城し、4月下旬頃には落城したとみられる。その後、武田氏時代を通じて親交があり、小田原征伐で攻城側でもあった真田昌幸を頼り、信濃塩田郷で余生を送った。天正20年（1592年）に死去。享年52。

## 人物
『甲陽軍鑑』によれば憲重と併せて500騎持ちで、これは武田家中でも最大である。『甲陽軍鑑』中に「信用できない木曾義昌の代わりに（織田領との国境である）木曾に小幡を入れたらどうか」という意の記述があり、『甲陽軍鑑』の信憑性はともかくとして、準譜代的な扱いを受けていた様である。実際に信真の姉妹が武田信豊の室となり、信豊の娘が信真の甥・信氏（弟・信高の長男）の室となっており武田氏と二重の姻戚関係を築いていることから、譜代並の政治的地位を得ていたと考えられる。
赤備えの部隊を率いた勇猛果敢な武将であり、信長公記中の長篠合戦の項に小幡勢について「馬上巧者」の記述がある。武田二十四将の一人として数えられる。
なお信真の上野小幡氏は、小畠虎盛（小幡）・昌盛・景憲などの甲州小幡氏とは別系統である（甲州小幡氏は武田信玄の命で改姓して「小幡」姓となった）。

### 逸話
信玄が長野氏を滅ぼした後、信貞に「長野家の者であるお前の本妻を離別し、武田の譜代の家と新たに縁付いてもらいたい」と言い出した。これに対して信貞は
「もしこれが、長野家の没落以前の事なら、お受けしていたでしょう。私は主君、上杉憲政を疎み、その上、越後の輝虎には憎まれ、彼らに一族内の紛争を利用され討たれる寸前となった所を、武田家に救っていただきました。この信玄公の深い御恩はどれほどの事をしてもお返しは出来ません。ですが、今は我妻は、父の実家も既に滅び、もはや寄る辺も無い身柄です。そうである以上、たとえ御成敗を仰せ付けられようとも、離別する事はできません」
そう、言い切った。
信玄は信貞の言葉に深く感じ入り、「お前のその見事な意地に、次の戦、先手を申し付けるぞ」と言い渡し、さらに甥の武田信豊を信貞の婿にしたという。

## 家臣・一族
以下の一覧は、永禄10年（1567年）8月7日付で提出された『下之郷起請文』を参考にしている。

### 親類衆
- 小幡弾正左衛門尉信高：信真の長弟
- 小幡左馬助高政
- 小幡自徳斎道佐
- 小幡能登守行実

### 被官
- 熊井土対馬守重満
- 小幡新五郎高貞
- 高瀬与兵衛能業
- 上條権助高業
- 武河左近助実吉
- 武河又右衛門尉高行
- 南虵井五郎太郎重秀
- 伴野大膳助重実
- 尾崎三郎太郎氏俊
- 湯浅出羽守行家
- 山口大炊助高清
- 松本丹後守吉久
- 松本織殿助定吉
- 友松将監行実

### 同心衆
- 南牧衆：南牧川流域の在地領主・土豪
  - 小沢源十郎行重
  - 市河四郎衛門重久
  - 市河四郎兵衛興吉
  - 懸河彦八郎直重
  - 高橋左近助重行
  - 市河兵庫助景吉
- 山中衆：神流川流域の在地領主・土豪
  - 土屋上総守等綱
  - 黒沢駿河守重慶
  - 黒沢出羽守定吉
  - 黒沢掃部助光吉
  - 黒沢兵衛尉重家
- その他
  - 一宮氏忠
  - 高田繁頼

### その他の小幡一族
- 小幡三河守信尚：甘楽郡鷹巣城主
- 小幡左衛門大夫憲行
- 小幡厳太郎具隆